# 車輪の唄
「車輪の唄」（しゃりんのうた）は、BUMP OF CHICKENの9枚目のシングル。2004年12月1日にトイズファクトリーから発売された。

## 概要
- 前作「オンリー ロンリー グローリー」からおよそ5か月ぶりのリリースで、2004年に発売された最後のシングル。
- アルバム『ユグドラシル』からのリカットシングルで、「LAMP」以来の3曲収録となっている。PV集『ユグドラシル』と同時発売。
- シングルとしては初めて、ジャケットにメンバー全員が登場している。ただし、後ろ姿であり、写真自体がぶれている。
- 初回盤には抽選でユグチャリひも（自転車の荷台紐）が当たる応募用紙が付いていた。この「紐」のアイデアはメンバー達によるものである。
- 「車輪の唄」のPVには寉岡萌希が出演している。また、同PVでメンバー4人担当した楽器は、以下の通りである。
  - 藤原：マンドリン
  - 増川：アコースティックギター
  - 直井：ウッドベース
  - 升：小太鼓

## チャート記録
オリコン週間シングルチャートでは初登場3位を記録。本作は前述通りリカットシングルとなっており、BUMP OF CHICKENは同年3月にもリカットシングルである「アルエ」をリリースし、オリコン週間シングルチャートで2位を記録している。シングルカット作品を同一年で2作以上TOP3入りさせたのは2000年の浜崎あゆみ（「Fly high｣、｢AUDIENCE」）以来であり、グループとしては1991年のX JAPAN（「Silent Jealousy｣、｢Say Anything」）以来13年ぶりである。

## 収録曲
- 全作詞・作曲：藤原基央、編曲：BUMP OF CHICKEN

1. 車輪の唄 (Single Edit) (4:29)
『ユグドラシル』収録バージョンより少しだけアレンジが施されており、コーラスが一部足されている。
2. 夢の飼い主 (4:49)
ツアーの合間に強行スケジュールで録られた新曲であり、あまりにハイスピードのレコーディングだったため、メンバーは「何も覚えていない」という。また、この曲に関連してのコメントとして藤原は「最近、夢を持っても飼い殺す人が多くないかな」と語っていた。
また、藤原はこの曲のレコーディング中に腱鞘炎に悩まされ、ギターを弾いてはアイシング、弾いてはアイシングの繰り返しだったという（excite music インタビューより）。
3. スノースマイル 〜ringing version〜 (6:10)
4thシングルのアレンジバージョン。
ベルやストリングス等、クリスマスの雰囲気があるアレンジが施されている。このバージョンにもPVが制作されている。

- 隠しトラックにクリスマス・イブを描いた作品「星のアルペジオ」（作詞・作曲：BUMP OF CHICKEN）が収録されている。

## 収録アルバム
- 『ユグドラシル』（#1、アルバムバージョン）
- 『present from you』（#2・#3）